# Торгово-промислова палата Італії в Україні
Торгово-Промислова Палата Італії в Україні була заснована у 2006 році. Назва на італійській мові  - La Camera di Commercio Italiana per l'Ucraina (CCIPU). Це інституційна організація, котра має акредитацію Міністерства економічного розвитку Італії. Вона належить до італійської камеральної системи UnionCamere. Діяльність організації регулюється законодавчими актами та відбувається згідно Закону України про «Торгово-Промислові палати в Україні». Меті організації – розвиток та налагодження відносин соціального, економічного та культурного характеру між такими країнами, як Україна та Італія. Серед головних завдань Торгово-Промислової Палати Італії в Україні виділяють підтримку підприємств, які здійснюють свою діяльність на українському ринку. Підтримка надається у питаннях юридичних, фінансових та сертифікаційних. Торгово-Промислова Палата Італії в Україні є складовою частиною системи торгово-промислових палат Італії Уніонкамере  (Unioncamere).

## Історія виникнення та розвитку
Торгово-промислові палати УніонКамере відрізняються розгалуженою системою. Організація «Торгово-Промислова Палата Італії в Україні» відноситься до змішаного типу італійських Торгово-промислових палат. Основною ціллю є допомога в процесі інтернаціоналізації італійських підприємств при їх виході на український ринок. Вона  підпорядковується законам Італії.  Дата заснування УніонКамере – 1901 рік. Завдяки цьому закладу були об’єднанні усі існуючі італійські торгово-промислові палати, компанії, що займаються сільським господарством, промисловістю та ремеслами. УніонКамере сприяє розвитку організації камеральної системи Італії та проявляє підтримку у розвитку торгово-промислових палат у всіх видах їх діяльності, для того, щоб здійснювалась допомога підприємствам. 
З початку свого виникнення у 2006 році, Торгово-Промислова Палата Італії в Україні розвивається швидкими темпами. Так, у 2007 році вона була визнана Міністерством економічного розвитку Італії. В зв’язку з цим відбулось внесення організації до  державного реєстру Італійських Торгово-Промислових Палат. У 2012-2013 роках Торгово-Промисловою Палатою Італії в Україні було проведено ряд заходів: «Дні Італії в Україні-2012», «Дні Італії в Україні-2013». 2013 рік був знаковим для Торгово-Промислової Палати Італії в Україні: відбулось відкриття представництва організації у Києві (за адресою вул. Дегтярівська, 52). Відбулися презентації України на території різних міст Італії: Мілані, Катанії, Кунео та Турині. 

## Заходи
«Дні Італії в Україні-2012» запам’ятались проведенням виставки сучасного мистецтва італійських художників у Домі Художника (м. Київ) та у Львівській картинній галереї.  В рамках заходу митці з Італії передали п'ятнадцять картин для постійної експозиції у Львівську картинну галерею. 
«Дні Італії в Україні-2013» також були насичені цілим рядом заходів. На Європейській площі та в Українському домі відбулась виставка досконалостей італійського походження. В рамках «Днів Італії в Україні-2013» були презентовані товари різних напрямків: продукти харчування, одяг, вина, дизайн. Завдяки організації цього заходу, був проведений парад італійський автомобілів та концерт італійської музичної творчості. В рамках автомобільного параду узяли участь відомі марки авто: Феррарі, Бугатті, 500, Ламборгіні, авто Івеко. 
Під час «Днів Італії в Україні-2014» відбулася презентація проєкту ФудІталія(FoodItalia) , основна мета якого – збільшити експорт справжніх якісних італійських товарів та здійснити промоцію бренду “Зроблено в Італії” (Made in Italy), а також боротьба з контабандою та підробкою італійсьских продуктів харчування. Завдяки проєкту виробники італійської продукції, для якої характерна висока якість, змогли приїхати в Україну і продемонструвати свої товари.

## Керівники
До керівництва організації входять президент Мауріціо Карневале та генеральний секретар Еліо Лімберті. 

## Структура
Структура організації складається з адміністративного підрозділу, департаментів, регіональних представництв в Італії та в Україні. 

## Територіальне розташування представництв
Організація має декілька представництв як в Італії, так і в Україні. Її головний офіс розташовується у місті Турині (вул. Августина да Монтифельтро, 2). Центральні офіси в Україні знаходяться у м. Київ (вул. Дегтярівська, 52, шостий поверх) та у Львові (вул. К. Левицького, 4, оф.1.). Представники організації є у Луцьку, Вінниці, Сімферополі, Римі, Мілані, Катанії. Усю діяльність палати контролює Президент  (із функціями Генерального директора), а філіями керують директори. 

## Послуги та їх види
Торгово-Промисловою Палатою здійснюється багато різних послуг, серед яких виділяють промоцію, інформування, оформлення документів, адміністративну підтримку.  Надаються юридичні консультації, допомога у виборі персоналу, різні супровідні послуги. Також для підприємців є можливість скористатись боксами чи оперативними робочими місцями. Реєстрація при Торгово-промисловій палаті Італії в Україні дозволяє створювати власне лобі. 

## Завдання
Торгово-Промислова палата Італії в Україні підтримує бізнес-діяльність суб’єктів італійського походження, вона проводить діяльність, результатом якої стає налагодження торговельних зв’язків між українськими та італійськими підприємствами. Завдяки співпраці відбувається обмін технологіями, послугами і товарами. Структура займається також проєктною діяльністю, усіляко підтримує компанії, котрі виходять на український чи італійський ринок, допомагає у розвитку підприємництва. 

## Цікаві факти
- УніонКамере відповідає за створення секції змішаних торгово-промислових палат. Це означає, що орган сприяє об’єднанню зарубіжних та змішаних торгово-промислових палат Італії, що офіційно визнані урядом.
- Камеральна система Італії складається з 39 італо-зарубіжних змішаних торгово-промислових палат, 74 італійських торгово-промислових палат, що знаходяться за кордоном і 105 внутрішніх Торгово-промислових палат.